# Omura (geslacht)
Omura is een monotypisch geslacht van rechtvleugeligen uit de familie Pyrgomorphidae. De wetenschappelijke naam van dit geslacht werd in 1870 gepubliceerd door Walker.

## Soorten
- Omura congrua (Walker, 1870)